# Matthias Tschiedel
Matthias Tschiedel (* 19. August 1958) ist ein deutscher Kameramann.

## Leben
Matthias Tschiedel studierte an der Hochschule für Film und Fernsehen „Konrad Wolf“ in Potsdam. Seit 1990 ist er als Kameramann für Dokumentar- und Langspielfilme sowie Fernsehserien tätig. 1987 erhielt er den Kamerapreis des Internationalen Studentenfilmfestival Babelsberg. Für den Polizeiruf 110 Keine Liebe, kein Leben sowie Wer anhält stirbt wurde er jeweils für den Deutschen Kamerapreis nominiert.
Seit 2012 ist er als Dozent an der Humboldt-Universität zu Berlin und der Beuth Hochschule für Technik Berlin tätig.

## Filmografie (Auswahl)
- 1990: Polizeiruf 110 – Allianz für Knete
- 1991: Polizeiruf 110 – Der Riß
- 1991: Schlaflose Tage
- 1991: Der Besucher
- 1994: Polizeiruf 110 – Keine Liebe, kein Leben
- 1995: Matulla und Busch
- 1995: Novalis – Die blaue Blume
- 1996: Wer anhält stirbt
- 1996: Tatort – Buntes Wasser
- 1997: Tatort – Mordsgeschäfte
- 2002: Die achte Todsünde: Toskana-Karussell
- 2003: Herz ohne Krone
- 2007: Kuckuckszeit
- 2008: Ein riskantes Spiel
- 2009: Tatort – Mauerblümchen
- 2012: Exploitation